# Bourg-lès-Valence
Bourg-lès-Valence è un comune francese di 19 141 abitanti situato nel dipartimento della Drôme della regione dell'Alvernia-Rodano-Alpi.

## Società

### Evoluzione demografica
Abitanti censiti

## Amministrazione

### Gemellaggi
- Şuşa, dal 2014